# ミーのカー
『ミーのカー』は、日本のバンドゆらゆら帝国のメジャー2枚目のアルバムである。1999年6月16日発売。発売元はユニバーサルミュージック。

## 概要
前作から1年2ヶ月ぶりとなるアルバム。
プロデューサーに、White Heavenの石原洋を迎えている。

## 収録曲
| 全作詞: 坂本慎太郎、全作曲・編曲: ゆらゆら帝国。 |                               |            |              |       |
| #                                                | タイトル                      | 作詞       | 作曲・編曲   | 時間  |
| 1.                                               | 「うそが本当に」              | 坂本慎太郎 | ゆらゆら帝国 | 2:30  |
| 2.                                               | 「ズックにロック」            | 坂本慎太郎 | ゆらゆら帝国 | 4:36  |
| 3.                                               | 「アーモンドのチョコレート」  | 坂本慎太郎 | ゆらゆら帝国 | 3:36  |
| 4.                                               | 「午前3時のファズギター」     | 坂本慎太郎 | ゆらゆら帝国 | 2:33  |
| 5.                                               | 「ボーンズ」                  | 坂本慎太郎 | ゆらゆら帝国 | 4:27  |
| 6.                                               | 「人間やめときな'99」         | 坂本慎太郎 | ゆらゆら帝国 | 4:06  |
| 7.                                               | 「ハチとミツ」                | 坂本慎太郎 | ゆらゆら帝国 | 2:37  |
| 8.                                               | 「悪魔がぼくを」              | 坂本慎太郎 | ゆらゆら帝国 | 3:46  |
| 9.                                               | 「太陽のうそつき」            | 坂本慎太郎 | ゆらゆら帝国 | 3:46  |
| 10.                                              | 「星ふたつ」                  | 坂本慎太郎 | ゆらゆら帝国 | 7:32  |
| 11.                                              | 「19か20」                    | 坂本慎太郎 | ゆらゆら帝国 | 6:49  |
| 12.                                              | 「ミーのカー (LONG VERSION)」 | 坂本慎太郎 | ゆらゆら帝国 | 25:36 |
| 合計時間:                                        | 合計時間:                     | 71:54      |              |       |